# تاهسيس (كولومبيا البريطانية)
تاهسيس (بالإنجليزية: Tahsis)‏ هي بلدة تقع في كندا في Strathcona Regional District. يقدر عدد سكانها بـ 316 نسمة ومساحتها 5.73 كم2 وترتفع عن سطح البحر 30 متر.

## المناخ
يظهر الجدول التالي التغييرات المناخية على مدار السنة لتاهسيس:
| البيانات المناخية لـتاهسيس         | البيانات المناخية لـتاهسيس | البيانات المناخية لـتاهسيس | البيانات المناخية لـتاهسيس | البيانات المناخية لـتاهسيس | البيانات المناخية لـتاهسيس | البيانات المناخية لـتاهسيس | البيانات المناخية لـتاهسيس | البيانات المناخية لـتاهسيس | البيانات المناخية لـتاهسيس | البيانات المناخية لـتاهسيس | البيانات المناخية لـتاهسيس | البيانات المناخية لـتاهسيس | البيانات المناخية لـتاهسيس |
| الشهر                              | يناير                      | فبراير                     | مارس                       | أبريل                      | مايو                       | يونيو                      | يوليو                      | أغسطس                      | سبتمبر                     | أكتوبر                     | نوفمبر                     | ديسمبر                     | المعدل السنوي              |
| ---------------------------------- | -------------------------- | -------------------------- | -------------------------- | -------------------------- | -------------------------- | -------------------------- | -------------------------- | -------------------------- | -------------------------- | -------------------------- | -------------------------- | -------------------------- | -------------------------- |
| الهطول مم (إنش)                    | 642.5 (25.30)              | 344.8 (13.57)              | 365.3 (14.38)              | 270.9 (10.67)              | 185.5 (7.30)               | 146.2 (5.76)               | 97.7 (3.85)                | 168.1 (6.62)               | 181.1 (7.13)               | 513.0 (20.20)              | 753.6 (29.67)              | 636.8 (25.07)              | 4٬305٫5 (169.51)           |
| معدل هطول الأمطار مم (إنش)         | 636.0 (25.04)              | 330.6 (13.02)              | 358.3 (14.11)              | 270.6 (10.65)              | 185.5 (7.30)               | 146.2 (5.76)               | 97.7 (3.85)                | 168.1 (6.62)               | 181.1 (7.13)               | 513.0 (20.20)              | 748.5 (29.47)              | 625.0 (24.61)              | 4٬260٫6 (167.74)           |
| متوسط تساقط الثلوج سم (إنش)        | 6.5 (2.6)                  | 14.2 (5.6)                 | 7.0 (2.8)                  | 0.3 (0.1)                  | 0.0 (0.0)                  | 0.0 (0.0)                  | 0.0 (0.0)                  | 0.0 (0.0)                  | 0.0 (0.0)                  | 0.0 (0.0)                  | 5.1 (2.0)                  | 11.8 (4.6)                 | 44.9 (17.7)                |
| متوسط أيام هطول الأمطار (≥ 0.2 mm) | 18.8                       | 13.2                       | 17.5                       | 14.7                       | 12.9                       | 13.1                       | 8.0                        | 8.9                        | 9.8                        | 16.5                       | 18.5                       | 17.5                       | 169.4                      |
| متوسط الأيام الممطرة (≥ 0.2 mm)    | 18.4                       | 12.9                       | 17.4                       | 14.7                       | 12.9                       | 13.1                       | 8.0                        | 8.9                        | 9.8                        | 16.5                       | 18.2                       | 16.7                       | 167.6                      |
| متوسط الأيام المثلجة (≥ 0.2 cm)    | 1.7                        | 1.6                        | 1.7                        | 0.18                       | 0.0                        | 0.0                        | 0.0                        | 0.0                        | 0.0                        | 0.0                        | 0.89                       | 1.8                        | 7.8                        |
| المصدر: Environment Canada         |                            |                            |                            |                            |                            |                            |                            |                            |                            |                            |                            |                            |                            |